# 橋本徹郎
橋本 徹郎（はしもと てつろう、1900年1月1日 - 1959年2月25日）は、日本の洋画家・デザイナー（主としてグラフィックデザイナーであるが、インテリア、建築、ファッションについても論文を執筆・発表している）・アートディレクター。第二紀会会員、日本宣伝美術会会員。

## 経歴等
- 兵庫県加古川郡に生れる。
- 関西美術院で洋画を学び、卒業。
- 昭和の初めから二科会に入選し、1932年第29回二科展から会友となった（しかしその後出品なし。下記外部リンクの作品リストを参照）。
- 1932年には、新建築工芸学院の講師に就任。
- 1940年には日本写真工芸社の設立にかかわり、設立後総務部長を務めている。
- 1940年のニューヨーク万国博覧会（後期）の国際館カヴァードスペース日本部に展示された写真壁画4つのうちの1つ「日本産業」（産業日本）の構成を担当（写真は、土門拳、田村茂、溝口宗博、伊藤幸男の4人。印画引伸はジーチーサン協会）
  - この作品は、日本写真全集（全12巻、小学館（1986年～1988年）、編集委員：小沢健志・桑原甲子雄・重森弘淹・田中雅夫・中井幸一）第11巻（コマーシャルフォト）に図版ナンバー28として掲載されている。
- 1944年7月に陸軍美術協会が発行した『絵巻アッツ島血戦』には、橋本の作品が掲載されている。空席通信On The Net（表紙図版あり）
- 戦後、二科会を離れ、第二紀会の創立に参加して同会の会員となった。作品は、従来の写実風景から抽象的な構成へと推移した。
- 1954年には、桑沢デザイン研究所の教員も務める。沿革 ― 本学園の歩み ―

## 関連する展覧会
- 近代デザインの展望（京都国立近代美術館、1968年2月28日～3月26日）
  - 橋本の手になる華北交通株式会社（1904年）のポスターが出品されている。
  - 京都国立近代美術館による紹介（出品リストあり）

## 著書・論文等
- 店舗・ディスプレイ（デザイン大系6）（伊藤憲治＋橋本徹郎＋重成基 編、ダヴィッド社、 1955年）
- 商業デザイン全集 第４巻（商業デザイン全集編集委員会 編、ダヴィッド社、1951年。橋本徹郎の「店内のディスプレイ」という文章が掲載されている）
- 1947年に橋本編集の「第二紀」という雑誌が刊行されている（1号限り）（国立新美術館所蔵）
- その他、1950年代に「建設情報」「芸術新潮」「ALD」「新聞ラジオ広告」「教育美術」「アトリエ」「カラーデザイン」「アイデア」「宣伝デザイン」「トービス」「宣伝」「丸」「被服文化」「装苑」などの雑誌に広告（商業美術）・デザイン（建築・インテリア・ファッションを含む）・美術関係の論文を掲載している。